# الاخادزی
الاخادزی (به لاتین: Alakhadzi) یک منطقهٔ مسکونی در گرجستان است که در Gagra District واقع شده‌است.